# Ostrzeżenie hydrologiczne
Ostrzeżenie hydrologiczne – informacja opracowana przez odpowiednie Biuro Prognoz Hydrologicznych IMGW-PIB na temat wystąpienia lub ryzyka wystąpienia niebezpiecznych sytuacji hydrologicznych i przekazywana do centralnych i wojewódzkich instytucji odpowiedzialnych za zarządzanie kryzysowe. 
Ostrzeżenie hydrologiczne wydaje się w skali 3-stopniowej z maksymalnym czasem wyprzedzenia wynoszącym 2 dni, w zależności od rodzaju zagrożenia.
Przez ostrzeżenie hydrologiczne w szerokim znaczeniu należy rozumieć:
1.) informację o niebezpiecznym zjawisku hydrologicznym
- 1 stopień zagrożenia hydrologicznego – gwałtowne wzrosty stanów wody, ale bez przekroczeń stanów ostrzegawczych czy alarmowych. Prognozowany przyrost stanu wody przekracza 100 cm w ciągu 6 godz., 12 godz. lub doby
- 2 stopień zagrożenia hydrologicznego – wezbranie z przekroczeniem stanów ostrzegawczych, ale poniżej alarmowych (stan zagrożenia hydrologicznego)

2.) ostrzeżenie hydrologiczne
- 3 stopień zagrożenia hydrologicznego – wezbranie z przekroczeniem stanów alarmowych (stan alarmu hydrologicznego)

3.) komunikat o bieżącej sytuacji hydrologicznej wydawany w stanie zagrożenia hydrologicznego lub alarmu hydrologicznego - informacja hydrologiczna opisująca bieżącą sytuację hydrologiczno-meteorologiczną w osłanianej zlewni wydawana co 6 godzin (stan zagrożenia hydrologicznego) lub co 3 godziny (stan alarmu hydrologicznego). 
Decyzje o wydaniu ostrzeżenia hydrologicznego, podobnie jak w przypadku zmiany oraz odwołania ostrzeżenia hydrologicznego, podejmuje, po analizie aktualnej sytuacji hydrologiczno-meteorologicznej, dyżurny synoptyk hydrolog odpowiedniego oddziału IMGW-PIB. W ostrzeżeniu zawierają się informacje o rodzaju ostrzeżenia, stopniu zagrożenia hydrologicznego, prognozowanych zjawiskach, czasie, obszarze, przebiegu i prawdopodobieństwie wystąpienia zjawiska. Ostrzeżenia hydrologiczne są wysyłane e-mailem i SMS-em do odpowiednich podmiotów (administracji publicznej, straży pożarnej oraz zainteresowanych firm i instytucji).